# Eleccions legislatives daneses de 1901
Les eleccions legislatives daneses de 1901 se celebraren el 3 d'abril de 1901. El més votat fou el Venstre, qui formà govern dirigit per Johan Henrik Deuntzer.